# Temur Kapadze
Temur Kapadze (russisch Тимур Тахирович Кападзе Timur Tachirowitsch Kapadse; * 5. September 1981 in Fergana, Usbekische SSR) ist ein ehemaliger usbekischer Fußballspieler und derzeitiger Trainer.

## Karriere
Temur Kapadze stammt aus einer meschetischen Familie.

### Verein
Temur Kapadze begann seine Karriere im Jahr 1998 beim FK Neftchi Fargʻona in seinem Heimatland, wo er bis 2001 spielte. Die folgenden sechs Jahre verbrachte er beim usbekischen Spitzenverein Paxtakor Taschkent, mit dem er zum sechsfachen usbekischen Meister wurde. Von 2008 bis 2010 stand der Mittelfeldspieler bei Bunyodkor Taschkent unter Vertrag, wo er erneut die usbekische Meisterschaft gewinnen konnte. 2011 spielte er in Südkorea bei Incheon United. 2012 begann er bei Al-Schardscha und wechselte im Juni 2012 zum kasachischen Verein FK Aqtöbe.

### Nationalmannschaft
Temur Kapadze spielte von 2002 bis 2015 in der usbekischen Fußballnationalmannschaft, für die er 118 Länderspiele bestritt und zehn Tore schoss. 2004, 2007, 2011 und 2015 nahm er mit der Nationalmannschaft an der Fußball-Asienmeisterschaft, wobei 2011 der vierte Platz das beste Ergebnis war. Bei den drei anderen Turnieren schieden die Usbeken jeweils im Viertelfinale aus. Die Viertelfinalniederlage 2015 nach Verlängerung gegen Südkorea war sein letztes Länderspiel. Bis zum 1. September 2016 war er Rekordnationalspieler Usbekistans und wurde dann von Server Jeparov übertroffen. Seit Anfang  2018 ist er Trainer der Mannschaft.

## Erfolge
- 12-facher usbekischer Meister
- Kasachischer Meister: 2013